# Велика Морава
Велика Морава или само Морава, је река у Србији. Настаје спајањем Западне и Јужне Мораве код Сталаћа. Улива се у Дунав на простору између Смедерева и Костолца. Морава је заједно са Западном Моравом, највећа српска река. Дужина Велике Мораве је 185 km, са Западном Моравом (дужина притока) је 493 km.

## Дужина
Велика Морава настаје спајањем Јужне Мораве и Западне Мораве близу Сталаћа, малог града и централне железничке раскрснице у централној Србији. Од тог места до ушћа у Дунав североисточно од Смедерева Велика Морава је дуга 185 km. Са својом дужом притоком, Западном Моравом, укупна дужина износи 493 km. Јужна Морава која представља главни извор воде за Мораву је дужа, али је због регулације речног корита и мелиорационих радова данас учињена краћом. Регулациони радови су учињени на све три Мораве, тако да су све значајно скраћене. Некада је ова река била преко 600 km дужине. Данас је најудаљенији извор воде за моравски слив извор реке Ибар, десне и највеће притоке Западне Мораве. Ибар извире у Црној Гори и заједно као систем Ибар-Западна Морава-Велика Морава представља речни систем дужине 550 km, и као такав је најдужи водени пут на Балканском полуострву.

## Географија
Велика Морава припада црноморском сливу. Површина слива Велике Мораве је 6.126 km², а целог моравског система 37.444 km² (од чега 1.237 km² у Бугарској и 44 km² у Македонији), што је 42,38% од површине Србије. Велика Морава протиче најплоднијим и најгушће насељеним подручјем уже Србије, звано Поморавље (или Велико Поморавље). Поморавље је настало на месту залива некадашњег Панонског мора које се исушило пре око 200.000 година. Око половине дужине долине се налази Багрданска клисура.
У прошлим столећима, била је позната по својим непрегледним шумама, али данас није више ништа остало од великих стабала (грмова). Ушће у Дунав је између села Кулич и Дубравица, великог угљеног басена Костолац. То је један од два велика угљена басена у речном сливу, други је Ресавски угљени басен у долини десне притоке Ресаве.
Просечни проток Велике Мораве на ушћу у Дунав је 297 m3/s. Од тога 125 m3/s је допринос Западне Мораве, 121 m3/s Јужне Мораве, а 35 m3/s се улива непосредно у Велику Мораву.

## Притоке
Притоке Велике Мораве су кратке по дужини. Најдужа је Јасеница (79 km) а друге су ретко преко 50 km. Десне притоке су: Јовановачка река, Црница, Раваница, Ресава и Ресавица (или Ресавчина). Леве притоке су бројније, укључујући: Каленићка река, Лугомир, Белица, Осаоница (или Осаница) Лепеница, Рача, и Јасеница. Многе од њих нису богате водом, али током кишних година оне изазивају велике поплаве, што је главни проблем целог моравског слива. Пре уливања у Дунав, Велика Морава се рачва, чинећи 47 km дуг рукавац под називом Језава, који се улива у Дунав одвојено у граду Смедереву пошто се претходно споји са дужом (51 km) реком Раљом, са леве стране.

## Уређивање реке
Велика Морава је пример реке која меандрира. Она јесте била 245 km дугачка од настанка до ушћа, међутим правом линијом то је свега 118 km. Тако је однос меандрирања 118:245, што је у самом врху река у Европи.
Речно корито је широко 80-200 m и дубоко до 10 m. Сасвим је уобичајена појава да Морава после поплаве промени ток остављајући на месту претходног корита језера, која су позната под називом моравиште. Јужна Морава је због велике ерозије у свом сливу богата огромном количином материјала који се таложи у речном кориту умањујући дубину и на тај начин чинећи поплаве још чешћим.
Почевши од 1966, огромни радови су започети на спречавању будућих поплава. Низ акумулација је направљен на притокама (језера Бован, Ћелије, Газиводе, итд), а меандри су пресецани. На тај начин је ток реке исправљан а река је учињена краћом (у случају Велике Мораве са 245 на 185 km. Било је предвиђено да се скрати чак на 152 km и да постане поново пловна.
Предвиђено је укупно 18 акумулација, пресецање 23 меандра, насипање километара нових насипа и интензивно пошумљавање. Међутим, до 1980-их, поготово 1990-их због економске кризе, ратова и санкција сви радови су прекинути.
Морава и њене притоке још увек плаве често, а речно дно се издиже упркос многих багера, који ископавају песак и шљунак, у градовима и селима дуж тока реке (Лозовик, Лугавчина, Лучица, Велика Плана, Симићево, итд).

## Пловност
Енглески бродовласници Едвард Бурке и Џон Керне су 1863. године тражили концесију на 30 година, да би успоставили пловидбу са два пароброда на реци Морави. Аустријско Дунавско паробродско друштво је вршило испитивање корита и пловности Мораве од 1862. до 1869. године. У том периоду пароброд "Морава", власништво барона Фелдхајма, под заповедништвом капетана инжењера Приљева, пловио је до Ћуприје. Приљев је тврдио да је разлог наседања пловила углавном непознавања корита реке. Касније је, 1867. године, капетан "Мораве" Јуранек успевао да доплови до Ћуприје и Сталаћа, али са српским инжењерским официром Антом Алексићем.
Данас, Велика Морава је пловна свега 3 km од ушћа узводно од ушћа. У историји, била је пловна све до града Ћуприје, што је скоро ¾ њене дужине. Међутим, као што је наведено, Велика Морава је дословно затрпана материјалом из Јужне и Западне Мораве. Када је почео програм мелиорације 1966. године било је предвиђено да постане поново пловна, у првој фази до Ћуприје, а касније све до Сталаћа, дакле целих 100%.
Ништа од најављеног није направљено. Чак се појавила нова идеја (у ствари оживела једна стара) о изградњи пловног канала Дунав-Морава-Вардар-Егејско море. Први пројекат изградње овог канала појавио се још 1904. године. Технички проблеми у изградњи оваквог објекта су огромни (ни Морава ни Вардар нису пловни). Није јасно колико би се овај пловни пут користио, а претпоставља се да би цена оваквог пројекта била превисока и да не постоји економски потенцијал (поготово у Србији) да финансира нити да искористи овакав пловни комплекс. „Чајна Геџуба корпорејшн” 2013. године урадила је студију која је показала да је изградња канала и изводљива и исплатива. Према прелиминарним проценама, вредност пројекта била би око 12 милијарди евра, а изградња би могла да се заврши за пет до седам година.

## Насеља
Мада је одувек плодна моравска долина била најгушће насељени део Србије, велике поплаве су спречавале насељавање самих обала реке. Једини град на обали реке је Ћуприја, мада је он више пута претрпео велике штете због близине реке, укључујући и неколико поплава деведесетих година 20. века. Други су градови саграђени мало даље од саме реке, укључујући следећа места: Параћин, Јагодина, Баточина, Лапово, Свилајнац, Велика Плана, Пожаревац и Смедерево. Мања места и села укључују: Варварин, Глоговац, Марковац, Велико Орашје, Милошевац, Лозовик, Симићево, Ореовица итд.

## Традиција
Римљани су је назвали Margus (уз то, Западну Мораву су звали Brongus, а Јужну Мораву Angrus). Данашњи град Ћуприја је настао у Римско доба, а тада је називан именом Horreum Margi (што значи Житница Мораве).
Држава кнеза Лазара у 14. веку се називала Моравска Србија, по овој реци. У српској историји, долина Мораве је постала колевка савремене српске државе на почетку 19. века. Многе су песме испеване које славе Мораву и њену плодност, али и њену злу ћуд и водоплавност. Међутим, о Морави не говоре само традиционалне песме. Многе песме о Морави настају и данас, а најпознатије су: Ој Мораво, Мораво, тија реко, Уз Мораву ветар дува, На Морави воденица стара, Моравац коло, итд.
Ој Мораво је можда најкарактеристичнија:
„Ој Мораво, моје село равно,
Кад си равно што си водоплавно
Киша паде, те Морава дође,
Те поплави моје село равно
А у селу Јованове дворе,
И у двору Јованову љубу“